# فردیناندو شانا
فردیناندو شانا (انگلیسی: Ferdinando Scianna؛ زادهٔ ۴ ژوئیهٔ ۱۹۴۳) عکاس، و روزنامه‌نگار اهل ایتالیا است.